# Ragnar Berg
Ragnar Berg (Oslo, 23 settembre 1879 – New York, 15 settembre 1950) è stato un ginnasta e multiplista statunitense.

## Carriera
Berg partecipò ai Giochi olimpici di Saint Louis 1904 nelle gare di triathlon e ginnastica. Giunse sesto nel concorso a squadre, ventottesimo nel concorso generale individuale, ventiduesimo nel triathlon e trentottesimo nel concorso a tre eventi.